# Mnichówka (Witów)

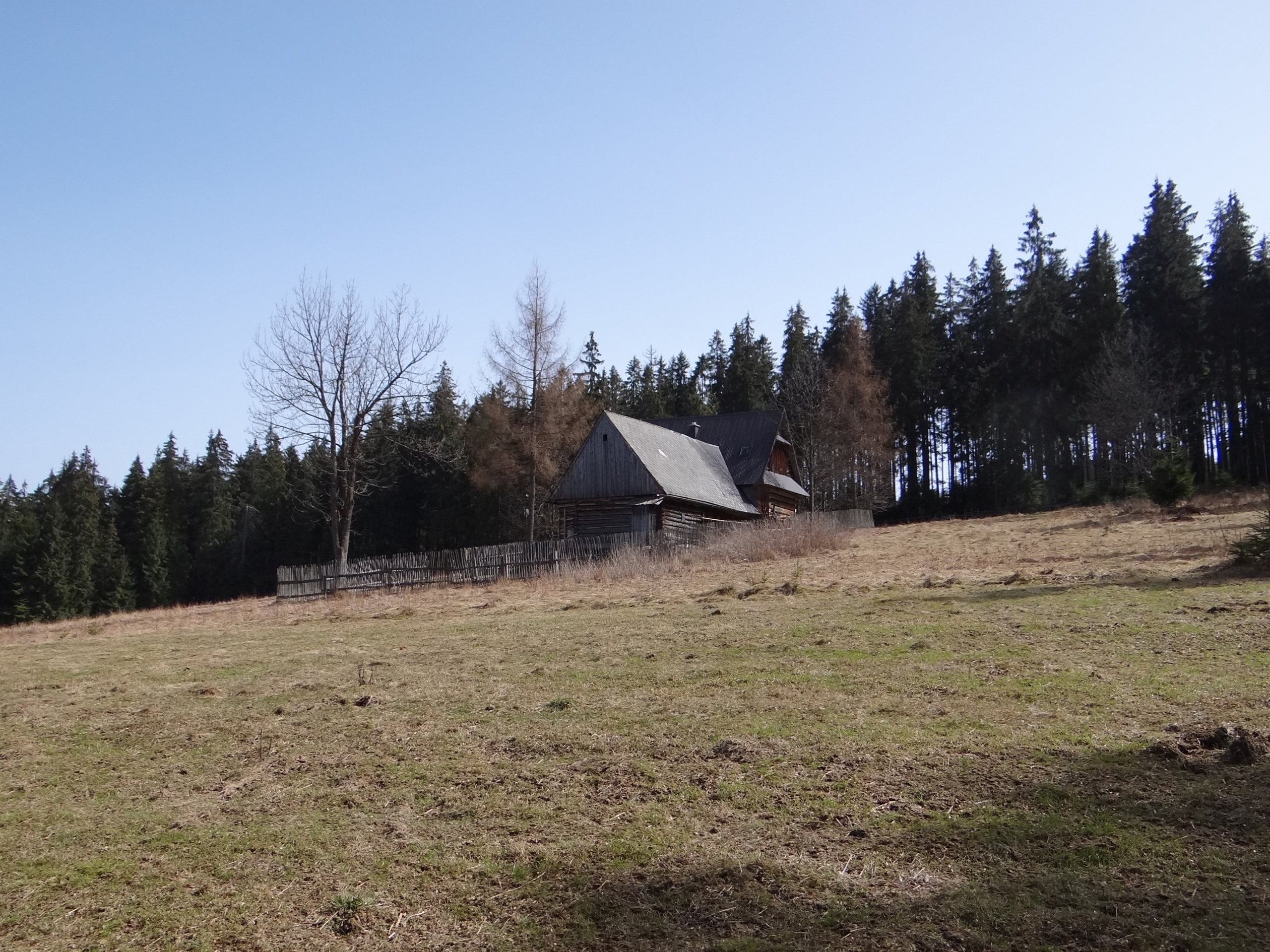

Mnichówka – część miejscowości Witów. Znajduje się na wysokości 870–1020 m na polanie o tej samej nazwie na północnym grzbiecie Hurchociego Wierchu w Orawicko-Witowskich Wierchach. Na osiedlu tym znajdują się dwa gospodarstwa, obecnie zamieszkałe tylko sezonowo.
Przez Mnichówkę prowadzi szlak turystyczny.

## Szlaki turystyczne
czarny: Witów – Mnichówka – Urchoci Wierch – Przysłop Witowski – Magura Witowska. Czas przejścia na Przysłop Witowski 2h, ↓ 1.25 h